# Liste der Kulturdenkmale in Steigra
In der Liste der Kulturdenkmale in Steigra sind alle  Kulturdenkmale der Gemeinde Steigra und ihrer Ortsteile aufgelistet. Grundlage ist das Denkmalverzeichnis des Landes Sachsen-Anhalt, das auf Basis des Denkmalschutzgesetzes des Landes Sachsen-Anhalt vom 21. Oktober 1991 durch das Landesamt für Denkmalpflege und Archäologie Sachsen-Anhalt erstellt und seither laufend ergänzt wurde (Stand: 25. Februar 2015).
Diese Liste ist eine Teilliste der Liste der Kulturdenkmale im Saalekreis.

## Kulturdenkmale nach Ortsteilen

### Steigra
| Lage | Bezeichnung    | Beschreibung           | Erfassungs- nummer | Ausweisungsart | Bild                                                                                           |
| --- | -------------- | ---------------------- | ------------------ | -------------- | ---------------------------------------------------------------------------------------------- |
| Alte Schulstraße Straßeneinmündung (Karte) | Kriegerdenkmal |                        | 094 16977          | Baudenkmal     | Kriegerdenkmal                                                                                 |
| Alte Schulstraße 1 (Karte) | Schule         |                        | 094 66054          | Baudenkmal     | BW                                                                                             |
| Alte Schulstraße 2 (Karte) | Toranlage      |                        | 094 66055          | Baudenkmal     | BW                                                                                             |
| Alte Schulstraße 1 bis 15, 15a, 16 Am Berghang 1, 2 An der Kelter 1 bis 9 An der Litzke 2, 3 Friedensstraße 1 bis 13, 13a, 14, 15, 15a, 15b, 16 Hanfsack 1, 1a, 2 bis 4 Harz 1 bis 17, Hauptstraße 1, 2, 2a, 3 bis 13, 13a, 14, 15, 15a, 16 bis 20, 21 Plan 1 bis 11 Rosental 1 bis 5, 5a, 6 bis 12, 12a, 13 Straße an der F 180 1 bis 7 (Karte) | Ortskern       |                        | 094 10838          | Denkmalbereich | Ortskern                                                                                       |
| Plan (Karte) | Kirche         | Sankt Georg            | 094 06039          | Baudenkmal     | Weitere Bilder                                                                                 |
| Plan 9, 10 Gegenüber der Kirche (Karte) | Pfarrhof       |                        | 094 06041          | Baudenkmal     | [[Vorlage:Bilderwunsch/code!/C:51.300792,11.657942!/D:Plan 9, 10 Gegenüber der Kirche,!/\|BW]] |
| Straße an der B 180 1 Ortsrand (Karte) | Gasthof        | Zum Ritter Sankt Georg | 094 66053          | Baudenkmal     | Gasthof                                                                                        |

### Albersroda
| Lage                                                             | Bezeichnung | Beschreibung | Erfassungs- nummer | Ausweisungsart | Bild |
| ---------------------------------------------------------------- | ----------- | ------------ | ------------------ | -------------- | --- |
| Hauptstraße Am östlichen Zugang zum Angerdorf Albersroda (Karte) | Kirche      | Sankt Magnus | 094 05894          | Baudenkmal     | Weitere Bilder                                                                                              |
| Hauptstraße 1 bis 47 (Karte)                                     | Ortskern    |              | 094 65498          | Denkmalbereich | Ortskern |
| Hauptstraße 22 (Karte)                                           | Bauernhof   |              | 094 65499          | Baudenkmal     | BW |
| Hauptstraße 23 Rückseite/Feldseite des Hofes (Karte)             | Toranlage   |              | 094 16890          | Baudenkmal     | [[Vorlage:Bilderwunsch/code!/C:51.283487,11.713862!/D:Hauptstraße 23 Rückseite/Feldseite des Hofes,!/\|BW]] |
| Hauptstraße 33 (Karte)                                           | Toranlage   |              | 094 05895          | Baudenkmal     | BW |
| Hauptstraße 41 (Karte)                                           | Bauernhof   |              | 094 65558          | Baudenkmal     | BW |
| Hauptstraße 44 In der Nähe der Kirche (Karte)                    | Toranlage   |              | 094 16891          | Baudenkmal     | [[Vorlage:Bilderwunsch/code!/C:51.284275,11.717273!/D:Hauptstraße 44 In der Nähe der Kirche,!/\|BW]]        |
| Hauptstraße 47 Dominante des Dorfangers (Karte)                  | Wasserturm  |              | 094 16892          | Baudenkmal     | Wasserturm                                                                                                  |

### Jüdendorf
| Lage                  | Bezeichnung | Beschreibung | Erfassungs- nummer | Ausweisungsart | Bild           |
| --------------------- | ----------- | ------------ | ------------------ | -------------- | -------------- |
| Dorfstraße (Karte)    | Armenhaus   |              | 094 65681          | Baudenkmal     | BW             |
| Dorfstraße (Karte)    | Kirche      |              | 094 06093          | Baudenkmal     | Weitere Bilder |
| Dorfstraße 26 (Karte) | Wasserturm  |              | 094 05778          | Baudenkmal     | Weitere Bilder |

### Kalzendorf
| Lage                                                         | Bezeichnung | Beschreibung | Erfassungs- nummer | Ausweisungsart | Bild           |
| ------------------------------------------------------------ | ----------- | ------------ | ------------------ | -------------- | -------------- |
| An der Landstraße zwischen Steigra und OT Kalzendorf (Karte) | Wasserturm  |              | 094 65682          | Baudenkmal     | Weitere Bilder |
| Einheitsstraße 1 (Karte)                                     | Schule      |              | 094 65684          | Baudenkmal     | BW             |
| Einheitsstraße 1 bis 7 Friedhofsstraße 1, 5 (Karte)          | Ortskern    |              | 094 65683          | Denkmalbereich | Ortskern       |
| Friedhofstraße (Karte)                                       | Kirche      |              | 094 06094          | Baudenkmal     | Weitere Bilder |
| Hauptstraße (Karte)                                          | Armenhaus   |              | 094 16980          | Baudenkmal     | Armenhaus      |

### Schnellroda
| Lage | Bezeichnung    | Beschreibung                                  | Erfassungs- nummer | Ausweisungsart | Bild |
| --- | -------------- | --------------------------------------------- | ------------------ | -------------- | --- |
| Hauptstraße Am südlichen Ortsausgang, Ecke Müchelner Straße gegenüber der Gaststätte am Friedhof (Karte) | Sühnekreuz     |                                               | 094 16896          | Baudenkmal     | Sühnekreuz |
| Hauptstraße (Karte)                                                                                      | Bauernstein    | Schöffenstein                                 | 094 65694          | Kleindenkmal   | BW |
| Hauptstraße 1 (Karte)                                                                                    | Brauhaus       |                                               | 094 65695          | Baudenkmal     | BW |
| Hauptstraße 8                                                                                            | Toranlage      |                                               | 094 16894          | Baudenkmal     | |
| Hauptstraße 1 bis 32, 38, 41 bis 43 Hinter dem Graben 4 bis 9 Müchelner Straße 1 bis 3 (Karte)           | Ortskern       |                                               | 094 16898          | Denkmalbereich | [[Vorlage:Bilderwunsch/code!/C:51.294044,11.712214!/D:Hauptstraße 1 bis 32, 38, 41 bis 43 Hinter dem Graben 4 bis 9 Müchelner Straße 1 bis 3,!/\|BW]] |
| Hauptstraße 21, 22, 24 (Karte)                                                                           | Gutshof        |                                               | 094 65696          | Baudenkmal     | BW |
| Hauptstraße 37 Ehemals Müchelner Straße 1 (Karte)                                                        | Toranlage      |                                               | 094 16895          | Baudenkmal     | [[Vorlage:Bilderwunsch/code!/C:51.294688,11.712968!/D:Hauptstraße 37 Ehemals Müchelner Straße 1,!/\|BW]]                                              |
| Hauptstraße 38 (Karte)                                                                                   | Pfarrhof       |                                               | 094 65697          | Baudenkmal     | BW |
| Hauptstraße 39 (Karte)                                                                                   | Kirche         |                                               | 094 05897          | Baudenkmal     | Weitere Bilder |
| Hauptstraße 42 (Karte)                                                                                   | Wasserturm     |                                               | 094 16893          | Baudenkmal     | Wasserturm |
| Hauptstraße 46 (Karte)                                                                                   | Kriegerdenkmal | Denkmal für die Gefallenen des 1. Weltkrieges | 094 65698          | Baudenkmal     | BW |
| Hinter dem Graben (Karte)                                                                                | Wallgraben     |                                               | 094 65699          | Baudenkmal     | BW |
| Lindenstraße 3 (Karte)                                                                                   | Toranlage      |                                               | 094 65700          | Baudenkmal     | BW |

## Legende
In den Spalten befinden sich folgende Informationen:
- Lage: Nennt den Straßennamen und wenn vorhanden die Hausnummer des Kulturdenkmals. Die Grundsortierung der Liste erfolgt nach dieser Adresse. Der Link „Karte“ führt zu verschiedenen Kartendarstellungen und nennt die geographischen Koordinaten.
Link zu einem Kartenansichtstool, um Koordinaten zu setzen. In der Kartenansicht sind Baudenkmale ohne Koordinaten mit einem roten bzw. orangen Marker dargestellt und können in der Karte gesetzt werden. Baudenkmale ohne Bild sind mit einem blauen bzw. roten Marker gekennzeichnet, Baudenkmale mit Bild mit einem grünen bzw. orangen Marker.
- Offizielle Bezeichnung: Nennt den Namen, die Bezeichnung oder zumindest die Art des Kulturdenkmals und verlinkt, soweit vorhanden, auf den Artikel zum Objekt.
- Beschreibung: Nennt bauliche und geschichtliche Einzelheiten des Kulturdenkmals, vorzugsweise die Denkmaleigenschaften.
- Erfassungsnummer: Für jedes Kulturdenkmal wird in Sachsen-Anhalt eine 20stellige Erfassungsnummer vergeben. Die letzten zwölf Ziffern werden für die Untergliederung nach Teilobjekten genutzt und werden nur angegeben, soweit vergeben. In dieser Spalte kann sich folgendes Icon  befinden, dies führt zu Angaben zu diesem Baudenkmal bei Wikidata.
- Ausweisungsart: Die Einordnung des Denkmales nach § 2 Abs. 2 DenkmSchG LSA
- Bild: Ein Bild des Denkmales, und gegebenenfalls einen Link zu weiteren Fotos des Kulturdenkmals im Medienarchiv Wikimedia Commons. Wenn man auf das Kamerasymbol klickt, können Fotos zu Kulturdenkmalen aus dieser Liste hochgeladen werden: